# Ravni (Gacko)
Pour les articles homonymes, voir Ravni.
Ravni (en serbe cyrillique : Равни) est un village de Bosnie-Herzégovine. Il est situé dans la municipalité de Gacko et dans la république serbe de Bosnie. Selon les premiers résultats du recensement bosnien de 2013, il ne compte plus aucun habitants.

## Démographie

### Évolution historique de la population dans la localité
| 1948 | 1953 | 1961 | 1971 | 1981 | 1991 | 2013 |
| ---- | ---- | ---- | ---- | ---- | ---- | ---- |
| -    | -    | 192  | 130  | 48   | 20,  | 0    |

|  |